# Grötlingbo kyrka
Grötlingbo kyrka ligger i Grötlingbo socken på Gotland och tillhör Havdhems församling.

## Historia
Enligt en påvlig bulla från 1296 var kyrkan helgad åt evangelisten Lukas. I början av 1200-talet uppfördes en kyrka i romansk stil och ersatte då en äldre kyrka från 1100-talet. En bildfris sitter placerad på långhusets yttervägg men satt ursprungligen längs 1100-talskyrkans takfot. Det är liksom dopfunten troligen huggna av Sighraf. Kyrkan var byggd av sandsten och försedd med ett torn. Vid mitten av 1300-talet uppfördes nuvarande långhus och kor. Tornet från 1200-talet behölls.

## Interiör
Predikstolen från 1548 har ursprungligen suttit uppsatt i Visby domkyrka och eftersom det var danska präster som införde reformationens nya lära till Gotland, har den blivit prydd med det danska riksvapnet och Melanchthons bilder.
De tre vise männen med sina gåvor är scenen på Grötlingbo kyrkas dopfunt, utförd av stenmästaren Sighrafr på 1100-talet.
I golvet finns ett flertal medeltida gravstenar, två runhällar samt en stavkorshäll med runinskription.

## Orgel
- 1896 byggde Åkerman & Lund en orgel med sex stämmor.
- Den nuvarande orgeln, som är mekanisk, tillverkades 1965 av John Grönvall Orgelbyggeri.

| Huvudverk I   | Bröstverk II | Pedal         | Koppel |
| Rörflöjt 8’   | Gedackt 8’   | Subbas 16’    | I/P    |
| Principal 4’  | Rörflöjt 4’  | Principal 8’  | II/P   |
| Täckflöjt 4’  | Principal 2’ | Kvintadena 4' | II/I   |
| Waldflöjt 2’  | Nasat 1 1⁄3’ |               |        |
| Mixtur 3-4 ch | Scharf 2 ch  |               |        |
| Skalmeja 8’   | Krumhorn 8'  |               |        |

## Kyrkogården
Den berömda danska konstnären Asger Jorn är begravd på kyrkogården.

## Galleri

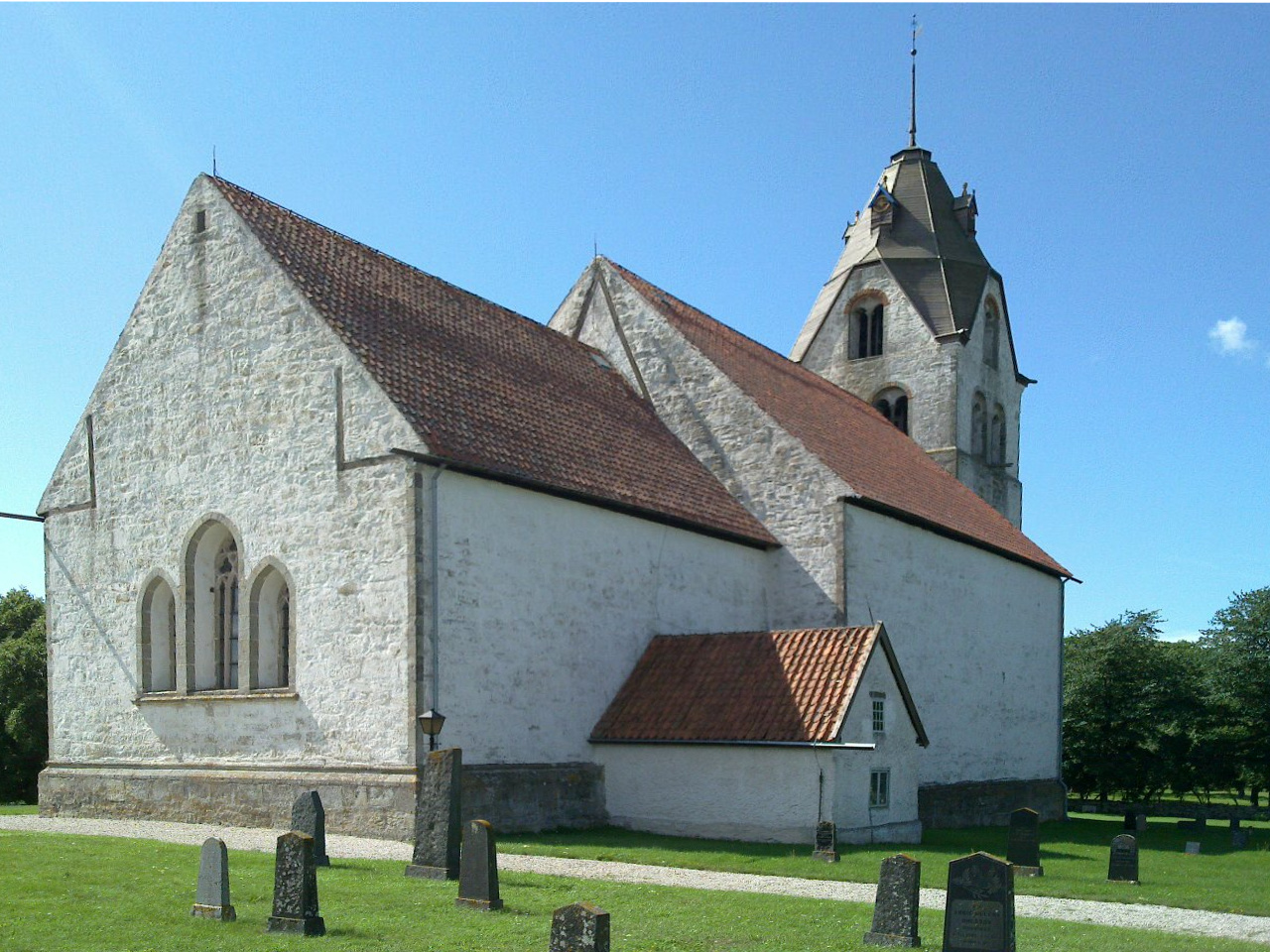
Grötlingbo kyrka: koret och långhuset
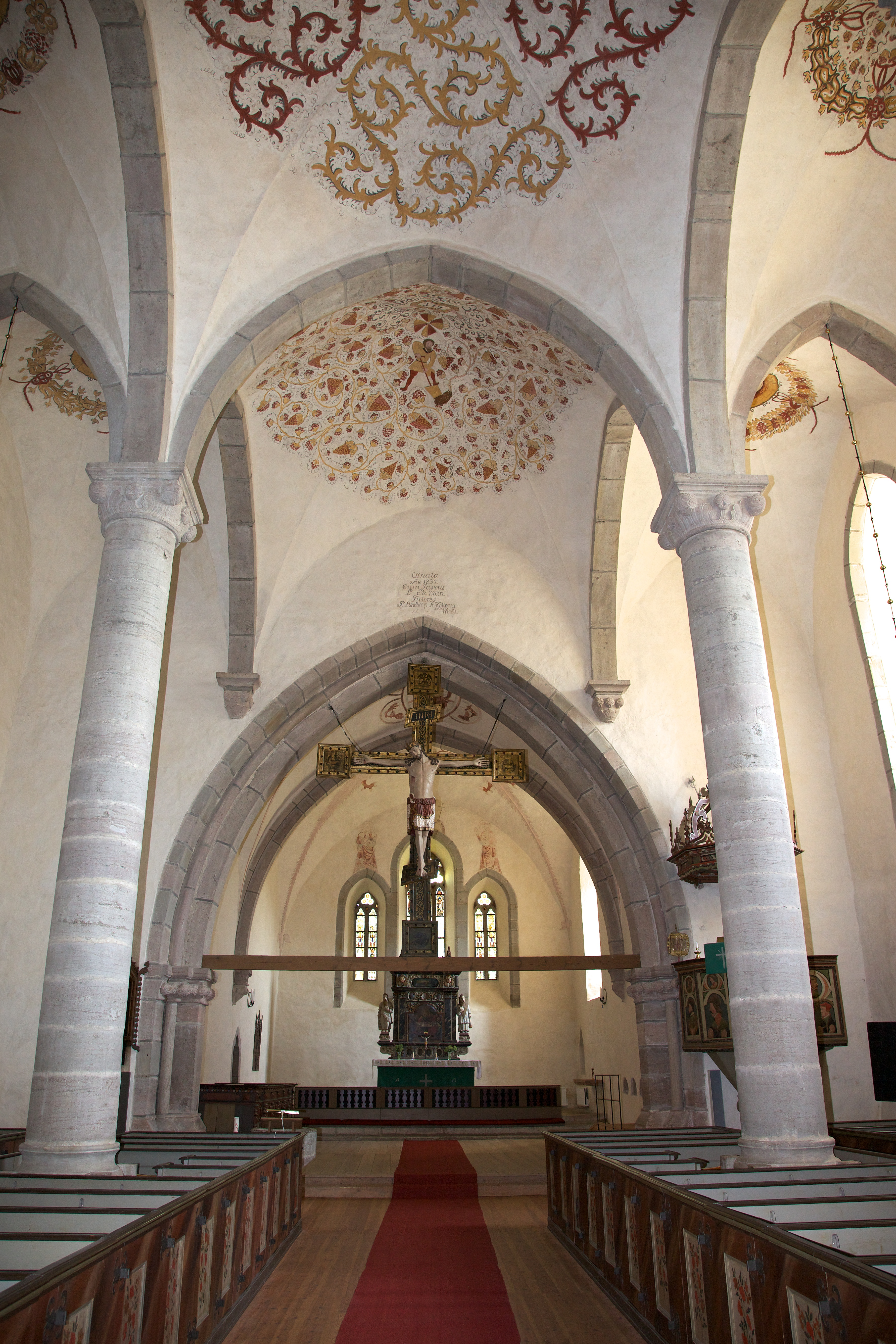
Mittskeppet
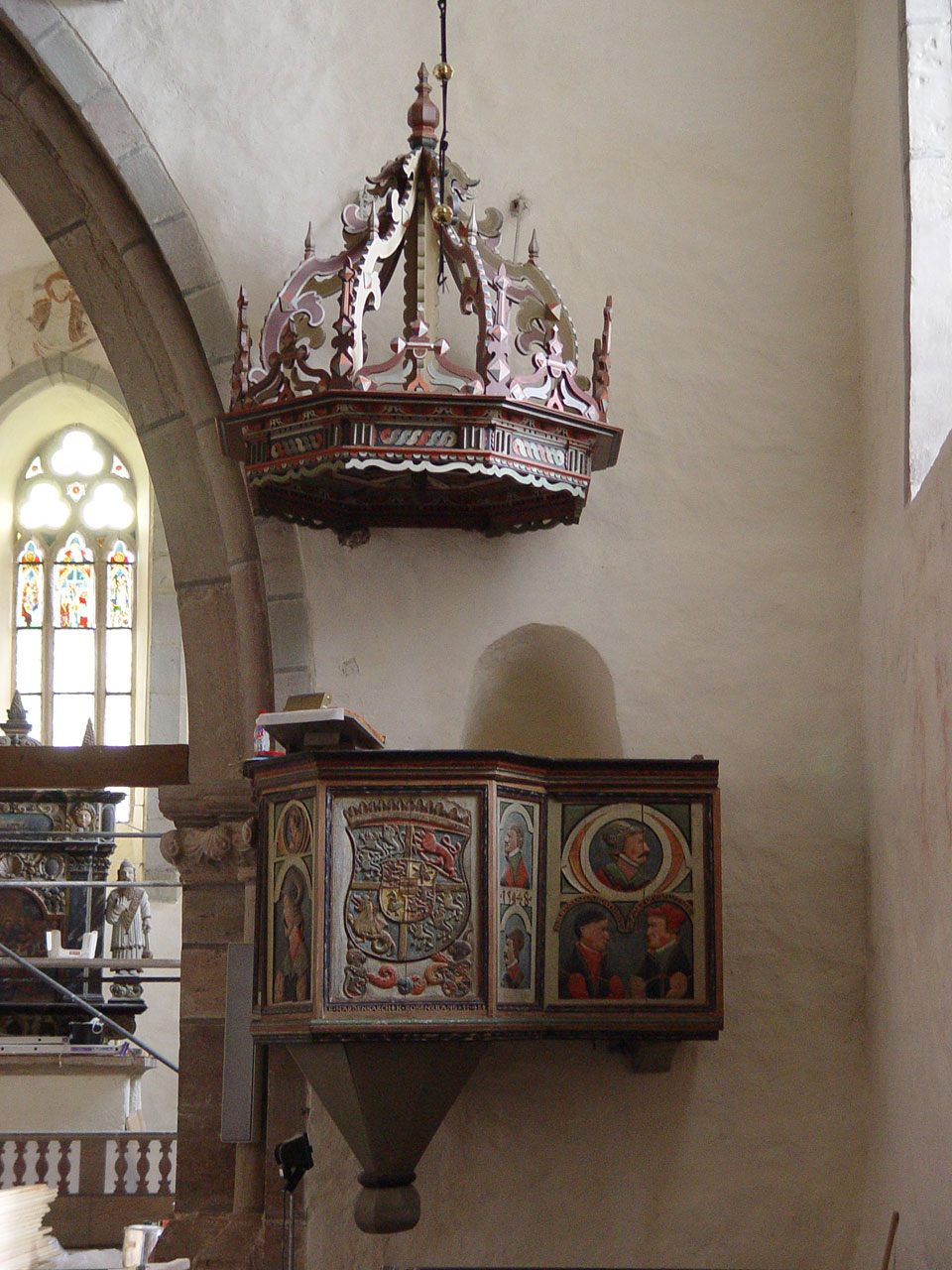
Predikstol från 1548
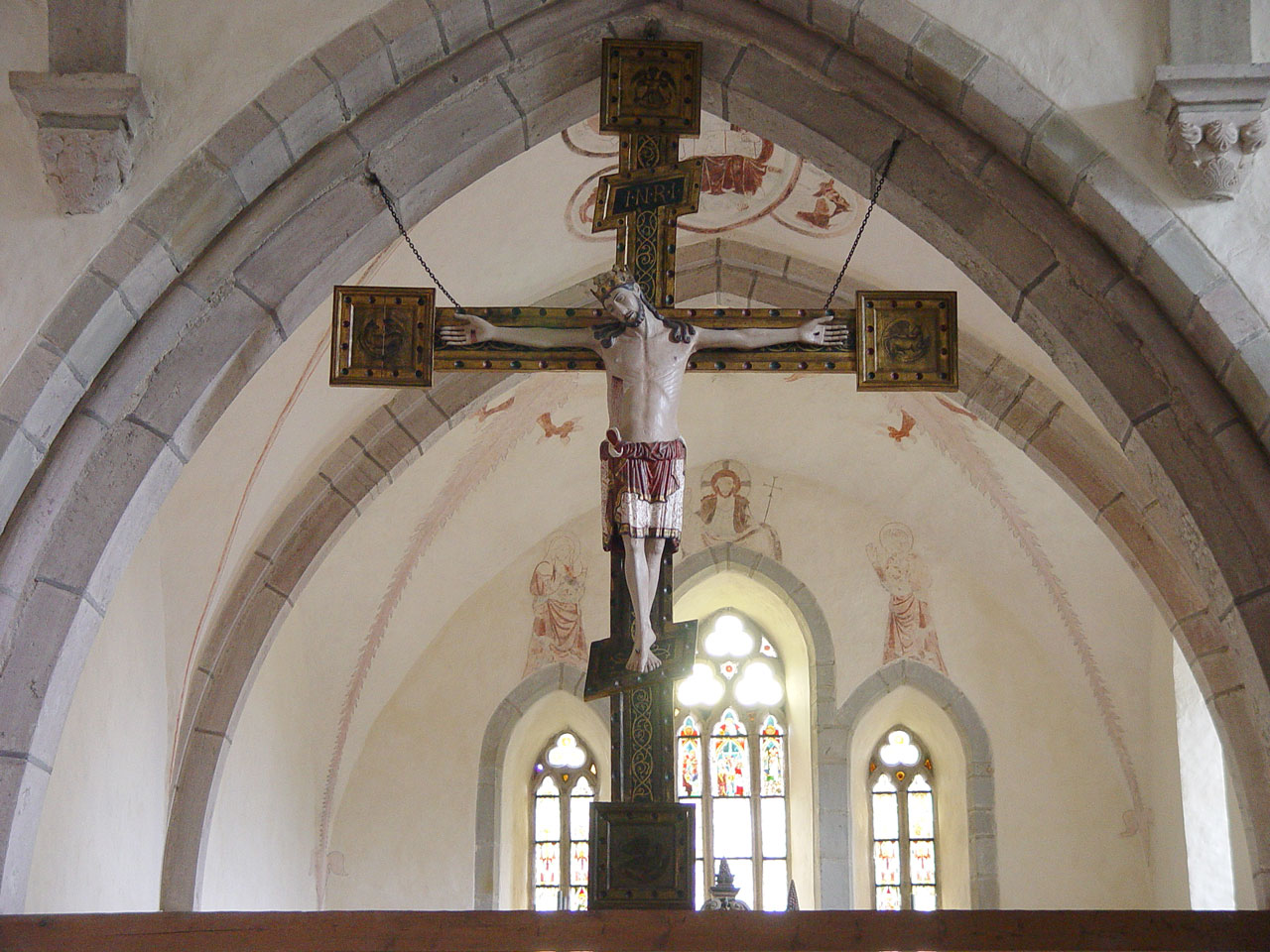
Triumfkrucifix från 1300-talet
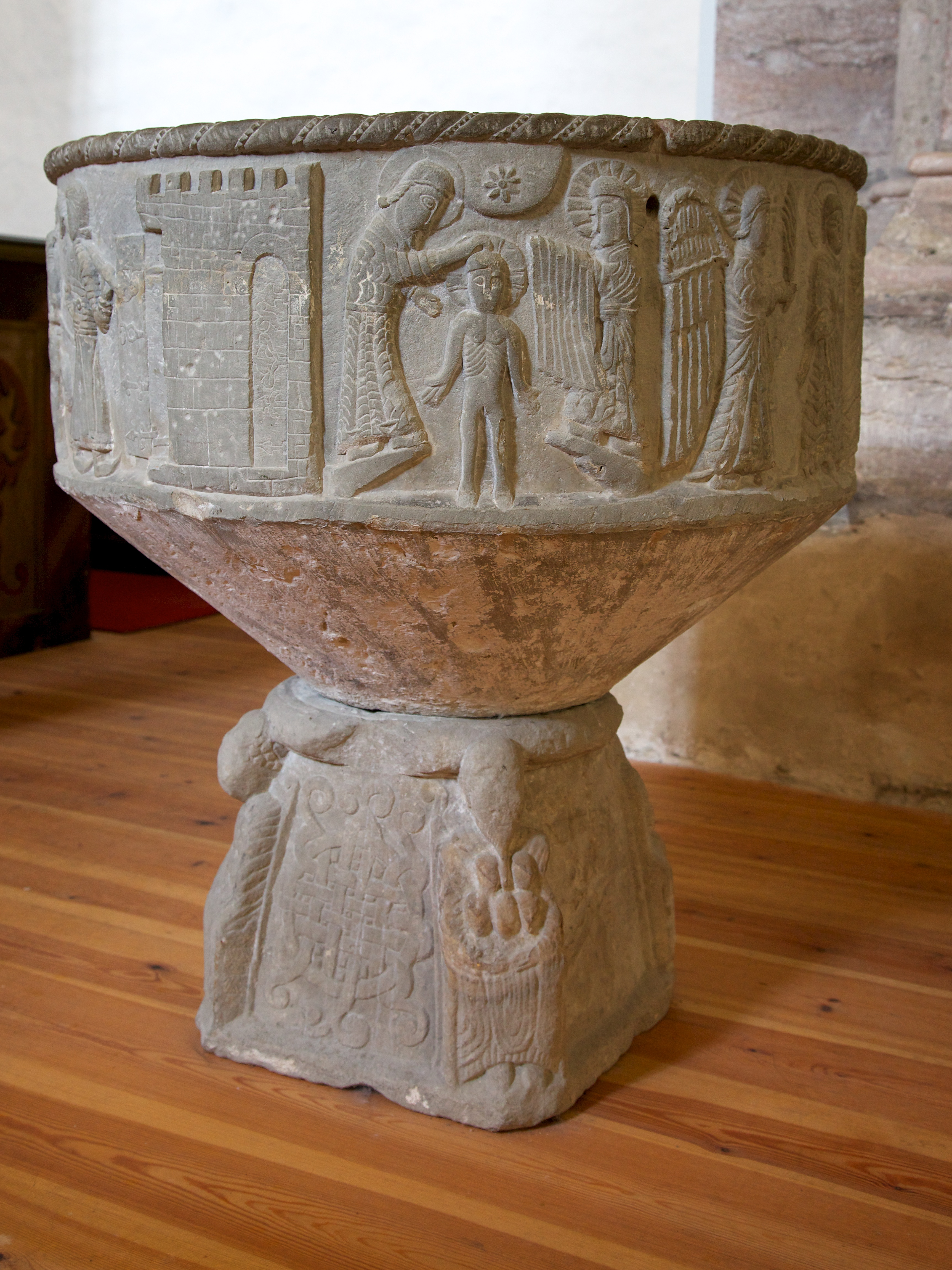
Mäster Sighrafrs dopfunt 1100-talet
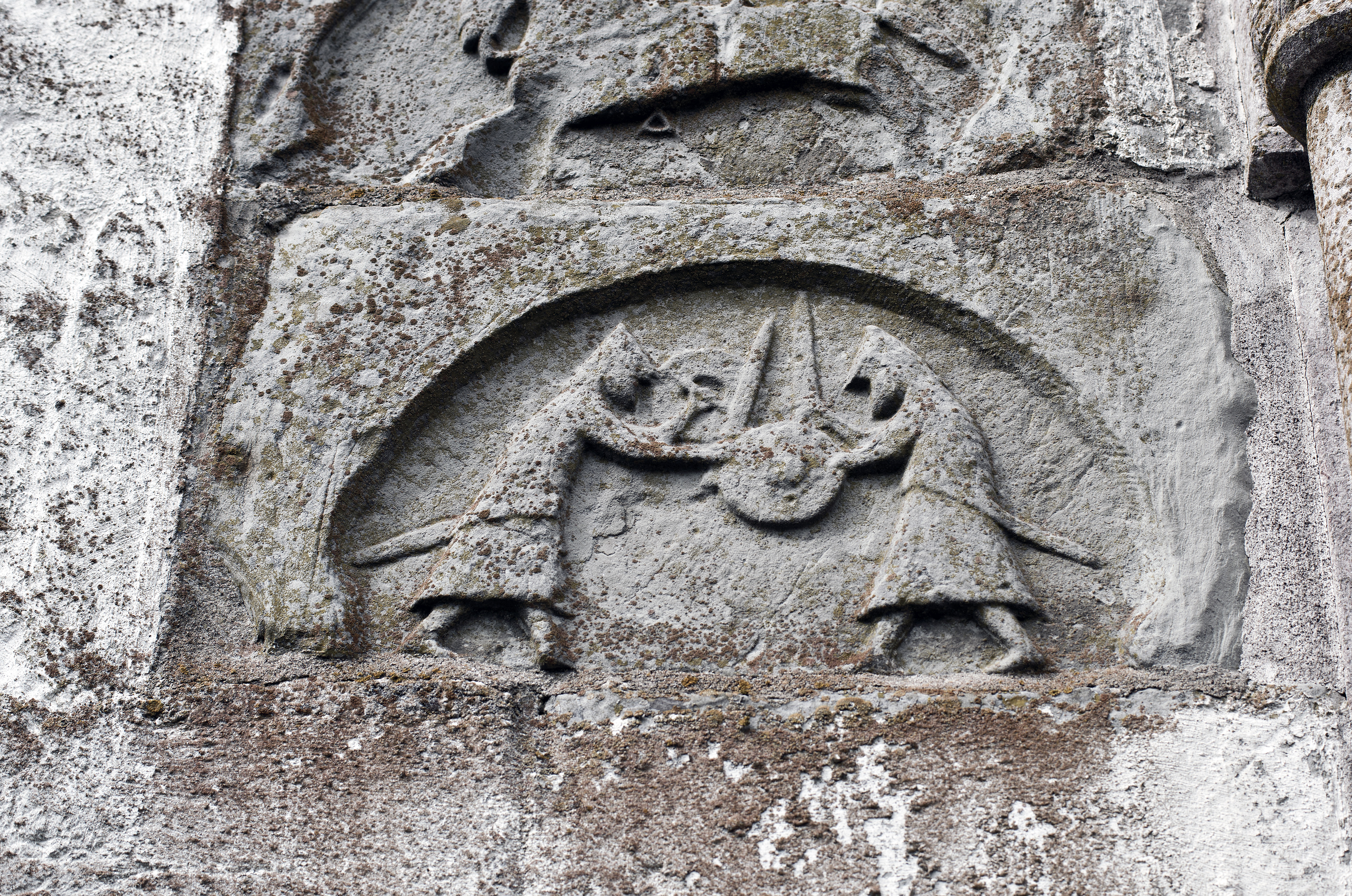
Romansk relief
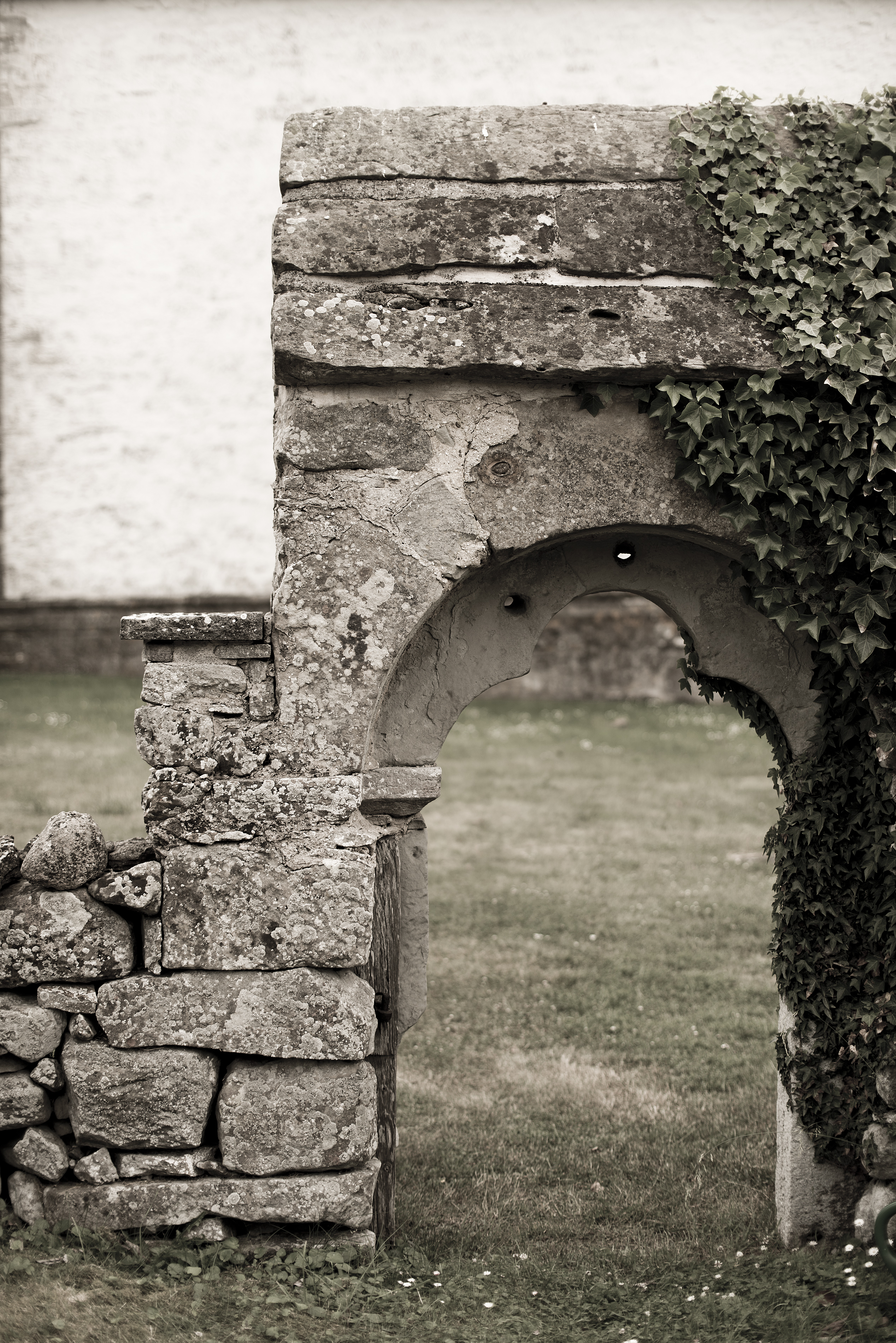
Port på kyrkogården,